# Камило Сиенфуегос
Камило Сиенфуегос (на испански: Camilo Cienfuegos Gorriaran) е кубински революционер, национален герой. Роден е на 6 февруари 1932 г. в Хавана, Куба и умира на 28 октомври 1959 г.

## Биография
Роден е в семейство на анархисти. През 1953 г. той заминава за САЩ в търсене на работа, но се връща в Куба, възмутен от атмосферата, преобладаваща в САЩ, както и условията на труд.
През 1955 г. е ранен по време на студентски демонстрации. След известно време е подложен на политическо преследване от страна на правителството и принуден да напусне страната. В Ню Йорк, се среща с Фидел Кастро (по това време все още е студент) и решава да се премести в Мексико, а по-късно участва в експедицията на яхтата Гранма за започване на въоръжена борба в Куба и сваляне режима на Батиста. През април 1958 г., му присъждат ранг командир (comandante) – най-високият чин в армията.

## Смърт
Според официалната версия, Камило Сиенфуегос загива на 28 октомври, 1959 в самолетна катастрофа с малък самолет Cessna 310 над океана. Отломки от самолета обаче не са намерени никога.